# Stómio
Stómio (en grec moderne : Στόμιο) ou Stómion (Στόμιον) est une ville grecque située sur les bords de la mer Égée dans le district régional de Larissa en Thessalie connue pour la beauté de ses paysages à la fois montagneux et côtiers. Le nom signifie « embouchure » car celle du Pénée n'est pas loin.